# 와이오타푸

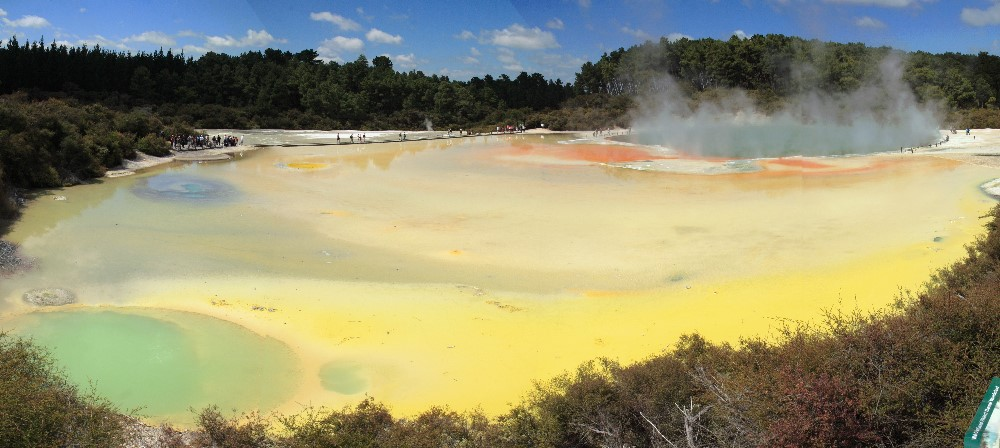
와이오타푸 파노라마. 멀리 샴페인 풀이 보이며 호수바닥은 노란색이다.

와이오타푸(영어:Waiotapu)는 뉴질랜드 북섬에 있는 화산 지형으로, 온천과 간헐천 지대이다. 이곳은 아주 오래전에 일어난 거대한 화산 폭발로 인해 형성되었으며, 그로 인해 지금의 모습이 되었다. 와이오타푸는 '신성한 물'이란 뜻을 갖고 있기 때문에 물 색이 다양하고, 심지어 유황호까지 있다. 이곳의 분화구는 모두 활화산이며, 어떤 것은 물에서 화산가스가 펄펄 나온다. 현재는 국립공원으로 지정되어 인구밀집지역이 되었고, 사람들의 발걸음은 끊이지 않고 있다. 이곳은 유황 동굴과
수많은 유황, 유황 호수, 썬더 분화구 등이 있으며 어떤것은 화구호가 있기도 하다. 이곳은 화산 폭발로 형성된 칼데라이다.

## 생성 과정
오래전, 뉴질랜드 북섬에서 거대한 화산 폭발이 발생하여 화산재가 치솟고, 많은 유황 성분을 내뿜어 유황호를 형성시켰다. 또 아예 땅이 함몰하면서 칼데라가 생겼고, 그 안에서 소규모의 분화가 반복되어 화구호나 수많은 분화구, 그리고 유황 동굴을 형성시켰다. 그 후, 간헐천이 생기고 지금과 같은 모습이 되었다.